# Barwick in Elmet and Scholes
Barwick in Elmet and Scholes är en civil parish i Storbritannien.   Den ligger i distriktet Leeds i grevskapet West Yorkshire i riksdelen England, i den centrala delen av landet, 270 km norr om huvudstaden London. Antalet invånare är 5 120.